# Castelo de Miranda do Douro
O Castelo de Miranda do Douro, em Trás-os-Montes, localiza-se na freguesia, cidade e município do mesmo nome, distrito de Bragança, em Portugal.
Castelo de fronteira ligado aos vizinhos de Castelo de Milhão e o Castelo de Santulhão, ambos já desaparecidos, e o Castelo de Oleiros, em ruína, assim como ao, mais distante, de Bragança, constituíam, no conjunto, o chamado núcleo duro do Nordeste transmontano. Atualmente inscreve-se na Área Turístico Promocional das Montanhas. Na Baixa Idade Média o núcleo durofoi formado pelo Castelo de Outeiro, o Castelo de Algoso, o Penas Roias, o Mogadouro e o Bragança, apoiado pela pequena fortaleza de Vimioso. 
O Castelo de Miranda do Douro encontra-se classificado como imóvel de interesse público desde 1955.

## História

### Antecedentes
O povoado que originou a atual Miranda do Douro provavelmente já existia quando da Invasão romana da Península Ibérica. Acredita-se que tenha sido ocupado sucessivamente por Suevos, Visigodos atè à conquista pelos Muçulmanos, já em fins do século VIII ou início do IX.

### O castelo medieval
À época da Reconquista cristã da Península Ibérica, as tropas do rei Afonso I das Astúrias alcançaram, já em 857, o curso do rio Douro e a linha Salamanca-Segóvia.
No ano de 1093 os limites orientais da Galiza incluíam o troço mirandino do rio Douro, o mesmo sucedendo quando dela se desmembrou o condado portucalense, sucessivamente governada pelo conde D. Henrique, por sua viúva, a condessa D. Teresa, e pelo filho de ambos, D. Afonso Henriques.
Nesse período a povoação já era defendida por um castelo, arruinado pelas lutas da Reconquista. Desse modo, foi objeto da atenção do primeiro soberano português quando este, entre as campanhas da Galiza, interrompidas em 1135 e recomeçadas em 1137, aproveitou esse breve período de paz para restaurar castelos, mosteiros e igrejas em lugares estratégicos como Miranda do Douro. Visando incrementar o seu povoamento e defesa, a povoação recebeu aforamento em 1136, vindo a se constituir em local de couto e homízio. Desse modo, a povoação foi crescendo em torno do castelo, vindo a receber cerca ou ainda no final do reinado deste soberano, ou no de seu sucessor, D. Sancho I (1185-1211). Nas lutas travadas por D. Sancho I e seu filho e sucessor, D. Afonso II (1211-1223), com Afonso IX de Leão, aquele no último ano do século XII e este nos fins do primeiro quartel do século XIII, as terras de Miranda foram assoladas pelos leoneses, que só devolveram o castelo em 1213. O foral da vila veio a ser confirmado em Coimbra, em 1217.
Sob o reinado de D. Dinis (1279-1325), a povoação teve o seu foral confirmado, com o privilégio de nunca sair da Coroa (Santarém, 18 de Dezembro de 1286), sendo as defesas da vila e seu castelo reedificadas (1294), período em que este monarca invadiu vitoriosamente Castela Velha por Cidade Rodrigo, avançando até Salamanca e Medina del Campo, obtendo a retificação da fronteira pelo Tratado de Alcanices (1297). A partir de então, as defesas de Miranda, melhoradas, assumiram o aspecto de grandeza e solidez construtiva que a muralha da cidade, com suas portas torreadas, e o castelo, através das suas ruínas, testemunham.
Entre as campanhas de melhoramentos destaca-se a de D. João I (1385-1433), que desde a sua aclamação como regente teve a seu lado os representantes dos Távoras, proeminente família em Miranda do Douro e de cujo castelo ele fez alcaide-mor, quando já Rei, em 1385, a Pedro Lourenço de Távora. Por se alinhar ao partido de D. João I e por escassez de moradores, a vila foi ocupada em diversas ocasiões, durante o desenrolar da campanha militar que se seguiu, em poder de forças castelhanas. Desse modo, visando incrementar o seu povoamento, aí instituiu o monarca o privilégio do couto para sessenta homiziados (1402, concedendo-lhe, nos anos subsequentes, outros privilégios.
Sob o reinado de D. Manuel I (1495-1521), as suas defesas encontram-se figuradas por Duarte de Armas (Livro das Fortalezas, c. 1509), época em que recebeu o Foral Novo, passado em Santarém a 1 de Junho de 1510.
A paz com os castelhanos trouxe grande prosperidade à vila, que se tornou um dos mais importantes centros de comércio entre os dois países. Miranda do Douro tornou-se diocese e foi elevada à categoria de cidade (Carta Régia de 10 de Julho de 1545). Durante este primeiro período episcopal, de meados do século XVI a meados do século XVIII gozou o seu maior esplendor, como capital de Trás-os-Montes, único bispado da província e importante centro militar. Os acontecimentos militares posteriores vieram a causar a sua decadência, que se acentuou com a perda definitiva da sua categoria episcopal.

### Da Guerra da Restauração aos nossos dias
No contexto da Guerra da Restauração da independência portuguesa, vítima dos assaltos espanhóis entre 1640 e 1646, a cidade foi bastante prejudicada, vindo a vivenciar a paralisação da agricultura e do comércio, suas principais fontes de renda. A partir de 1644, o Conselho de Guerra de João IV de Portugal (1640-1656) determinou a modernização e reforço das suas defesas, quando ganhou linhas abaluartadas, adaptadas aos tiros da artilharia da época. Eram alcaides-mores do castelo à época, os Távora, que muito contribuíram para a defesa transmontana, dignidade que mantiveram até às execuções de Belém. Entre os episódios bélicos do período destaca-se o cerco imposto pelas tropas espanholas à cidade em 1646, do qual só seria libertada pela ação do Governador da Província, Rodrigo de Alarcão.
Mais tarde, no contexto da Guerra da Sucessão Espanhola, a cidade foi tomada à traição e a sua guarnição aprisionada (8 de julho de 1710). O crime foi perpetrado pelo sargento-mor Pimentel que a entregou a Alexandre Maître de Bay, marquês de Bay, pela quantia de 600 dobrões. O contra-ataque português ocorreu no ano seguinte, quando a cidade foi cercada pelas tropas de D. João Manuel de Noronha, conde da Atalaia. Tomando de assalto as obras exteriores, abriram uma brecha nas muralhas, recuperando a cidade e aprisionando a guarnição espanhola (15 de abril de 1711).
No contexto da Guerra dos Sete Anos, na campanha de 1762, a província de Trás-os-Montes foi invadida e saqueada pelas tropas espanholas sob o comando do general Nicolás de Carvajal y Lancaster, marquês de Sarriá. Um novo cerco foi imposto a Miranda do Douro, que mantinha denodada resistência até que a explosão de 1.500 arrobas de pólvora em um dos paióis, devastou o seu castelo, causando extensos danos ao casario e às muralhas, vitimando cerca de 400 pessoas (8 de maio de 1762). Em função do sinistro evento, a cidade veio a capitular. Embora a apuração do fato jamais tenha apontado um responsável, a opinião popular imputou ao Governador Militar da praça a traição, havendo quem afirmasse ter visto o mesmo bandeando-se para o campo inimigo na ocasião. A cidade veio a ser recuperada pelas tropas portuguesas, sob o comando do conde de Lippe, no ano seguinte, vindo a paz a ser assinada em 10 de novembro de 1763.
Cerca de meio século mais tarde, a cidade entraria em prontidão uma vez mais, desta vez no contexto da Guerra Peninsular, alvo das tropas napoleônicas.
As suas ruínas encontram-se classificadas como Imóvel de Interesse Público por Decreto publicado em 20 de Outubro de 1955.

## Características
O castelo apresentava planta no formato quadrangular, sendo as suas muralhas, em granito e xisto, ameadas e reforçadas nos três ângulos externos por cubelos (dois de planta retangular e um, hexagonal), envolvendo uma considerável praça de armas, atualmente reduzida a um amplo terreiro.
A norte, o conjunto é dominado pela Torre de Menagem, na cota de 682 metros acima do nível do mar.
A cerca da vila abarcava um perímetro total de seiscentos passos, rasgada por três portas de arco quebrado:
- a Porta da Senhora do Amparo, ao fundo da rua da Costanilha;
- a Porta Falsa, junto à zona do castelo; e
- o Postigo, a leste, sobre a margem do rio Douro.